# Javivi
Javier Gil Valle, conegut popularment com a Javivi (Hervás, Càceres, 20 de juny de 1961), és un actor espanyol.
Va viure de petit a França i després va viatjar a Madrid, on va estudiar batxillerat i sociologia, carrera que va exercir a Madrid abans de tornar a París, on es va doctorar a La Sorbona.
En 1994 torna a Espanya per a començar la seva carrera com a actor amb Inocente, inocente. Des de llavors ha participat en diverses obres de teatre, pel·lícules i programes de televisió entre les quals destaca Ana y los siete.
El nom de Javivi li ve per la seva disfèmia

## Trajectòria professional

### Curtmetratge
- Vida x Vida (2012) Curt realitzat en pro de la donació d'òrgans.

### Cinema
- Altamira (2016)
- Astérix y Obélix al servicio de su majestad (2012)
- Le Moine (2011)
- La venganza de Ira Vamp (2010)
- Bienvenido a casa (2006) com Mariano
- Locos por el sexo (2006)
- Ninette (2005)
- Los Dalton contra Lucky Luke (2004)
- Tiovivo c. 1950 (2004)
- Diario de una becaria (2003)
- Haz conmigo lo que quieras (2003)
- El robo más grande jamás contado (2002)
- Noche de reyes (2001)
- Operación gónada (2000)
- La mujer más fea del mundo (1999) com Sargento Pelayo
- Los lobos de Washington (1999)
- Se buscan fulmontis (1999)
- Mátame mucho (1998)
- El grito en el cielo (1998)
- Pápa Piquillo (1998)
- Brácula: Condemor II (1997)
- Igual caen dos (El atardecer del Pezuñas) (1997)
- Los Porretas (1996)

### Televisió
- El gran reto musical (2017) La 1 - Invitat
- Olmos y Robles (2015) La 1 – Com anuel Echevarría Blanco "El Colchones". 1 episodi: La venganza de Emiliano Pozuelo
- Prim, l'assassinat del carrer del Turco (2014) La 1 - com Antoni d'Orleans (duc de Montpensier)
- Chiringuito de Pepe (2014; 2016) Telecinco - com Miguelo
- Plaza de España (2011) La 1 - com Melitón, ‘antic secretari del marquès
- Lalola (2008-2009) Antena 3 - com Santiago, el pare de Boogie
- El síndrome de Ulises (2008) Antena 3 - com Manolo
- Ana y los siete (2002-2005) La 1 - com Bruno, el majordom
- Arévalo y cía (1997) Antena 3 - diversos
- Tío Willy (1998-1999) La 1 – Porter
- Éste es mi barrio (1996) Antena 3
- Inocente, inocente (1993-1995) Antena 3 - Presentador

### Teatre
- Toc Toc
- Hamlet (2012)[3]